# 羅伯特·瑞曼
羅伯特·瑞曼（英語：Robert Ryman，1930年5月30日—2019年2月8日），是美國紐約一位知名畫家，他支持單色畫、極簡主義與概念藝術運動，他最知名的作品是「抽象的白色油畫」。一幅完成於1961年名為「無題」（Untitled）的白色畫作，在蘇富比（Sotheby）的藝術拍賣會（Contemporary Art Evening Sale）上的估值達到1500萬到2000萬美元。。

## 生平
瑞曼出生在田納西州的納什維爾，1948年到1949年間進入庫克維爾市田納西理工大學就讀，1949到1950年間就讀於喬治皮博迪師範學院，畢業後入伍加入美國陸軍後備軍團，在朝鮮戰爭期間被派往後備軍人樂團。退伍後，瑞曼於1953年搬到紐約，他原本打算成為一名專業的爵士樂薩克斯風手；因此，拜鋼琴家連尼·特里斯坦諾為師，結果鋼琴老師卻啟發了他繪畫上的潛能。
為了維持生計，瑞曼很快在現代藝術博物館找到一份保安人員的工作，在那裡他遇見了藝術家索爾·勒維特和丹·佛萊文，他們都是他在現代藝術博物館的同事。離開現代藝術博物館後，瑞曼接著到紐約公共圖書館的藝術部門工作了一年。在1950年代這段時期，他還結識了普普藝術的藝術家羅伊·利希滕斯坦。
瑞曼在購入馬克·羅斯科、威廉·德·庫寧、克萊佛·史提、傑克遜·波洛克及巴尼特·紐曼等抽象藝術大師的畫作後，他就被這些作品深深吸引而對繪畫產生好奇。為了更親近繪畫，他從1953年開始在紐約現代藝術博物館擔任警衛到1960年。1955年起他在當地商店購買了一些藝術品，並在他的公寓裡開始嘗試繪畫創作。同一年，瑞曼認為他完成了他的第一個專業作品，一幅名為《無題》（Untitled 1955-59）的單色繪畫（橙色繪畫）。
瑞曼與已故的藝術品修復師奧林·萊利（Orrin Riley）有密切的往來，他經常給瑞曼有關顏料保存材料的建議，並多次測試藝術家們感興趣的—有關顏料媒介劑的酸度。瑞曼曾兩次接受電視編劇兼製片人巴爾巴拉利·迪蒙斯坦（Barbaralee Diamonstein）的專訪，第一次是在1979年為了《Inside New York's Art World》一書的內容和視頻製作，第二次是1993年為了另一本書《Inside the Art World》。
1961年，瑞曼與藝術史學家露西·利帕德結婚。1964年，他們生了一個兒子伊森·瑞曼（Ethan Ryman），伊森·瑞曼一開始是一名音響工程師，之後也走向藝術創作之路。 瑞曼的第一次婚姻以離婚告終。之後與藝術家麥瑞爾·華格納（Merrill Wagner）再婚。瑞曼在第二段婚姻中生了兩個兒子科爾迪·瑞曼與威爾·瑞曼，他們也都是藝術家，目前在紐約工作。
瑞曼於2019年2月8日去世，享年88歲。

## 作品
瑞曼經常被歸類為極簡主義者；但他更喜歡被稱為“現實主義者”，因為他對創造幻覺圖像不感興趣，只有在他想呈現作品上所使用顏料材質的質感時。正如他2010年在佩斯藝廊畫展中的一份聲明所寫，「我不是畫家。我只是在運用真實的光線和空間，因為光線是繪畫中重要的一環，不同的光線就會反映出不同的問題。」。他大部分的作品都是以受抽象表現主義風格影響的筆觸為其特色，將白色或灰白色的顏料在方形畫布或金屬表面上呈現。他是一位終其一生的素材實驗者，他所使用畫布的材料有帆布、亞麻、鋼、鋁、有機玻璃、高亮度壓克力強化玻璃纖維、聚氯乙烯（PVC板）、玻璃纖維、瓦楞紙、粗麻布、新聞紙、壁紙、黃麻布、纖維板、鱷魚板的複合材料、羽毛板、手工紙和壓克力板。而他使用的顏料有油，丙烯顏料，蠟，拉斯科丙烯顏料，酪蛋白，琺瑯，粉彩筆，粉蠟筆，石墨，不透明水彩和有色樹脂。另外他也試驗版畫，蝕刻創作，凹版印刷，石版印刷和絲網印刷。而他最著名的一句話就是「從來沒有要畫什麼的問題，只有如何畫的問題。」。
當瑞曼開始作畫時，像巴尼特·紐曼（Barnett Newman），馬克·羅斯科（Mark Rothko）和菲利普·古斯頓（Philip Guston）這些老牌藝術家們已經在化繁為簡回歸繪畫的本質了。1955年瑞曼創作了一幅名為“橙色繪畫”（1955-59）的單色畫作，這是他認為他最早創作的專業作品。在1960年代後期，他創作了他的“Classico”系列作品，“Classico”系列的特色是在特定種類的紙上包含多層次的顏料組成。在該系列的每一件作品中，瑞曼將一張表面乳白色有著厚實結構的紙，與遮蔽膠帶一同貼在牆上，再使用亮白色的丙烯顏料在上面作畫，等紙張乾燥後撕下膠帶，將畫作固定在風扣板（foam core）上，最後再將它們重新掛回牆上。畫面邊緣堆疊的顏料描繪了之前被膠帶覆蓋的輪廓與表面遺留的撕紙痕跡一同見證了這件作品的創作過程。“Classico”系列中每件作品的差異在於紙張的結構，膠帶痕跡的位置與顏料塗抹的形狀。就像“Classico”系列作品是以畫紙的種類命名一樣，從1970年開始，稱為“Surface Veil”的系列作品是以玻璃纖維的品牌來命名，其中在玻璃纖維上製作的是該系列中較為小型的作品。另外該系列中還有一些邊長12英尺方形的畫作並不是在玻璃纖維板上製作的，而是在棉布或亞麻布上。在這些作品中，每一件作品的顏料似乎都在畫布上形成薄膜，這是由於不同程度的不透明和半透明的白色顏料遇上顏料施加較少的區域所致，因此透露出底層的布料纖維來。在這些畫作表面所見顏料中斷的痕跡往往紀錄著藝術家在創作過程中如實的停頓。
從1975年到90年代末期，瑞曼使用金屬支架將他的畫作固定在牆上。他會為每件作品專門設計一套支架，並由當地的金屬製造商製造。
2009年瑞曼在由勞倫斯·韋納（Lawrence Weiner），梅里爾·華格納（Merrill Wagner）和保羅·科斯（Paul Kos）等藝術家們所共同開設的公司裡參與由吉馬·阿拉瓦（Gema Alava）所主導的藝術專案“Find Me”。
瑞曼說他作品的標題並無任何涵義，只是為了作為識別用途而存在。瑞曼實際上更喜歡用的稱呼詞是“名稱”而不是“標題”，因為除了顏料與材料外，他其實不是在畫什麼圖畫或仿造任何其他的事物。他作品的“名稱”通常來自藝術品公司的名稱，或只是沒有太多涵意的一般詞語。

## 作品展
1967年，瑞曼36歲時，他在紐約的保羅比安奇尼（Paul Bianchini）畫廊舉辦了他的第一次個人畫展，而在隔年慕尼黑的海納·弗里德里希美術館（Galerie Heiner Friedrich）舉辦他在歐洲的第一場畫展。1969年，瑞曼被列入“When Attitudes Become Form”，一個由伯恩藝術館發起的極簡主義和概念主義藝術家原創作品展。他第一次在美術館舉行個人畫展是1972年在紐約的古根漢美術館，其中展出了1965年至1972年間瑞曼的三十八件作品。瑞曼的作品在卡塞爾文獻展（第五屆：1972年、第六屆：1977年、第七屆：1982年）、威尼斯雙年展（1976、1978、1980年）以及惠特尼雙年展（1977、1987、1995年）皆有展出。
他的第一次作品回顧展是在1974年，由阿姆斯特丹市立博物館（Stedelijk Museum）舉辦。1992年，由紐約現代藝術博物館（Museum of Modern Art）和倫敦泰特美術館（Tate Gallery）共同舉辦瑞曼畫作的重大巡迴回顧展，巡迴地點有：馬德里的索菲婭王后國家藝術中心博物館、舊金山現代藝術博物館和明尼亞波利斯的沃克藝術中心等。
羅伯特·瑞曼在紐約的作品代理是佩斯藝廊，而在布魯塞爾則由 Xavier Hufkens 藝廊代理。

## 收藏
瑞士沙夫豪森市的新藝術展覽館（Hallen für Neue Kunst）是該市的前當代藝術博物館（於2014年關閉），它是公開收藏瑞曼畫作最多的博物館，該館永久展出他從1959年至2007年創作的29件作品。2010年，瑞曼允諾將大幅改造他在該博物館內的展覽。此舉動源自2008年，在瑞曼離開12年後再次踏進博物館，並參觀了他設立於1983年永久展出的作品，之後他決定將展覽改造成“整體藝術”，以完整的體驗融合了他50年來創作的30幅畫作。
2017年，瑞曼捐贈了21幅畫作給迪亞藝術基金會（Dia Art Foundation）作為永久性收藏，這些作品的特點是最早創作於1950年代後期，一直持續到2003年，這使其成為唯一一個收藏他的永久性作品從創作初期到晚期的機構。
其他主要收藏他作品的藝術館包括紐約現代藝術博物館（Museum of Modern Art）、倫敦泰特美術館（Tate Gallery）、芝加哥藝術學院（Art Institute of Chicago）和阿姆斯特丹市立博物館（Stedelijk Museum）。

## 讚譽和榮譽
瑞曼是許多榮譽獎的得主，他在1973年獲得了古根漢基金會獎學金，1985年獲得史勾西根繪畫雕塑學校的史勾西根獎章。自1994年以來，他一直是美國藝術文學院的成員，並於2003年擔任該組織的副主席。
- 2005年，瑞曼獲得日本美術協會的高松宮殿下紀念世界文化獎。
- 2009年，Ridinghouse出版社出版了《Robert Ryman: Critical Texts Since 1967》一書，由Vittorio Colaizzi與Karsten Schubert合力編著。這本書詳細記錄了瑞曼的藝術被大眾逐漸接受到迴響的演變，並全面挑選了60多篇文章和展覽評論，集合成冊，裡面包括一些最具有影響力的藝術史學家及當代評論家的文章，如：Yve-Alain Bois，唐納德·庫斯比特（Donald B. Kuspit）與露西·利帕德（Lucy R. Lippard）等人。
- 瑞曼的畫作“Bridge”（1980）在2015年的佳士得拍賣會上以2060萬美元的價格成交[16]。

## 外部連結
- The Pace Gallery （页面存档备份，存于）
- Biography, interviews, essays, artwork images and video clips （页面存档备份，存于） from PBS series Art:21 -- Art in the Twenty-First Century  - Season 4 (2007).
- Robert Ryman - the Guggenheim Museum
- Robert Ryman （页面存档备份，存于） at Xavier Hufkens, Brussels